# Bob Kurland
Robert Albert "Bob" Kurland, född 23 december 1924 i Saint Louis, död 29 september 2013 i Sanibel, var en amerikansk basketspelare.
Kurland blev olympisk mästare i basket vid sommarspelen 1948 i London.